# Побуна у логору Каура
Побуна у логору Каура избила је 5. августа 1944, када су 1.104 јапанска ратна заробљеника побегла из логора за ратне заробљенике у близини Кауре, у Новом Јужном Велсу у Аустралији. Она представља најмасовније бекство из логора у Другом светском рату, као и једно од најкрвавијих. Током бекства и потраге која је уследила, четири аустралијска војника су изгубила живот, а 231 јапански војник је убијен или извршио самоубиство. Преостали бегунци су поново ухваћени и затворени.

## Локација и позадина
Логор се налазио 314 километара западно од Сиднеја, а Каура је град који је био најближи комплексу број 12, великом логору за ратне заробљенике у којем је било заточено 4.000 припадника војске Осовине и цивила током Другог светског рата. Међу затвореницима у Каури је такође било 2.000 Италијана, Корејаца и Тајванаца (који су служили у јапанској војсци), као и индонежански цивили, који су притворени на захтев владе Холандске Источне Индије.
До августа 1944. у Аустралији је било 2.223 јапанских ратних заробљеника, укључујући 544 трговачких морнара. Поред њих је у заробљеништву било и 14.720 италијанских заробљеника, од којих је већина била заробљена у северноафричкој кампањи, као и 1.585 Немаца, од којих су већина били заробљени морнари или трговачки поморци.
Иако су према ратним заробљеницима поступали у складу са Женевском конвенцијом из 1929. године, односи између јапанских заробљеника и стражара били су лоши, углавном због значајних културних разлика. Побуна јапанских ратних заробљеника у логору за ратне заробљенике Фитерстон на Новом Зеланду, фебруара 1943. године, довела је до пооштравања безбедности у Каури. 

## Побуна
У првој недељи августа 1944, дојава једног доушника (у неким изворима је забележена као корејски обавештајац који користи име Мацумото) у Каури навела је власти да планирају да преместе све јапанске заробљенике из Кауре, осим официра и подофицира, у други камп у Хају, Нови Јужни Велс, око 400 километара западно. Јапанци су обавештени о том потезу 4. августа.
По речима историчара Гавина Лонга, следеће ноћи:
Око 2 сата после поноћи један јапански заробљеник је дотрчао до капије логора и викнуо стражарима нешто што је изгледало као упозорење. Тада су се огласила јапанска звона. Стражар је испалио хитац упозорења. Још неколико стражара отворило ватр, док су три гомиле затвореника, вичући „Банзаи”, почеле да се пробијају преко жице, једна руља на северној страни, једна на западној и једна на јужној. Прескочили су жице уз помоћ ћебади. Били су наоружани ножевима, бејзбол палицама, палицама са ексерима и кукама, жичаним штиклама и конопцима.
Један од бегунаца, Хајиме Тоиошима, био је први јапански заробљеник у Аустралији. Убрзо након тога, затвореници су запалили већину зграда на имању комплекса.
У року од неколико минута од почетка покушаја пробоја, војнициБенџамин Гауер Харди и Ралф Џонс узели су митраљез на ватреној позицији број 2 и почели да пуцају на први талас бегунаца. Убрзо их је преплавио талас јапанских затвореника који су пробили линије ограда од бодљикаве жице. Пре смрти, војник Харди је успео да уклони и баци затварач митраљеза, чинећи га бескорисним. То је спречило затворенике да окрену оружје против стражара.
Око 359 ратних заробљеника је побегло, док су неки други покушали или извршили самоубиство, или су их убили њихови сународници. Неки од оних који су побегли такође су извршили самоубиство како би избегли поновно хватање. Сви преживели су поново ухваћени у року од 10 дана од њиховог пробоја.

## Последице
Током бекства и накнадног прикупљања ратних заробљеника, убијена су четири аустралијска војника и 231 јапански ратни заробљеник, а рањено их је 108. Вође бекства су наредиле бегунцима да не нападају аустралијске цивиле, па нико није убијен или повређен.
Влада је спровела званичну истрагу о догађајима. Његове закључке је Представничком дому Аустралије прочитао премијер Џон Кертин 8. септембра 1944. године:
- Услови у логору су били у складу са Женевским конвенцијама;
- Јапанци пре инцидента нису уложили никакве притужбе у вези са третманом, који је изгледа био резултат унапред смишљеног и усклађеног плана;
- Акције аустралијског гарнизона у пружању отпора нападу спречиле су већи губитак живота, а паљба је престала чим су повратили контролу;
- Многи од мртвих су извршили самоубиство или су их убили други затвореници, а многи од јапанских рањеника су сами себи нанели повреде.

Војници Харди и Џонс су постхумно одликовани Џорџовим крстом као резултат својих акција.
Војника Томаса Роја Хенкока из чете Ц 26. батаљона ВДЦ, случајно је упуцао саборац док је излазио из возила, приликом распоређивања у операцији заштите железнице и мостова од бегунаца. Хенков је касније умро од сепсе.
Аустралија је одржала логор бр. 12 у раду све док последњи јапански и италијански затвореници нису враћени у домовине 1947. године.
Каура одржава велико јапанско ратно гробље, једино такво гробље у Аустралији. Поред тога, оближњи јапански врт и културни центар Каура, комеморативни јапански врт, касније изграђен у циљу обележавања догађаја. Врт је дизајнирао Кен Накајима у стилу Едо периода.
Последњи преживели у учесник , Теруо Мураками, умро је у Јапану 14. септембра 2023.